# Objectif de développement durable no 5 des Nations unies
Égalité entre les sexes
Pour un article plus général, voir Objectifs de développement durable.

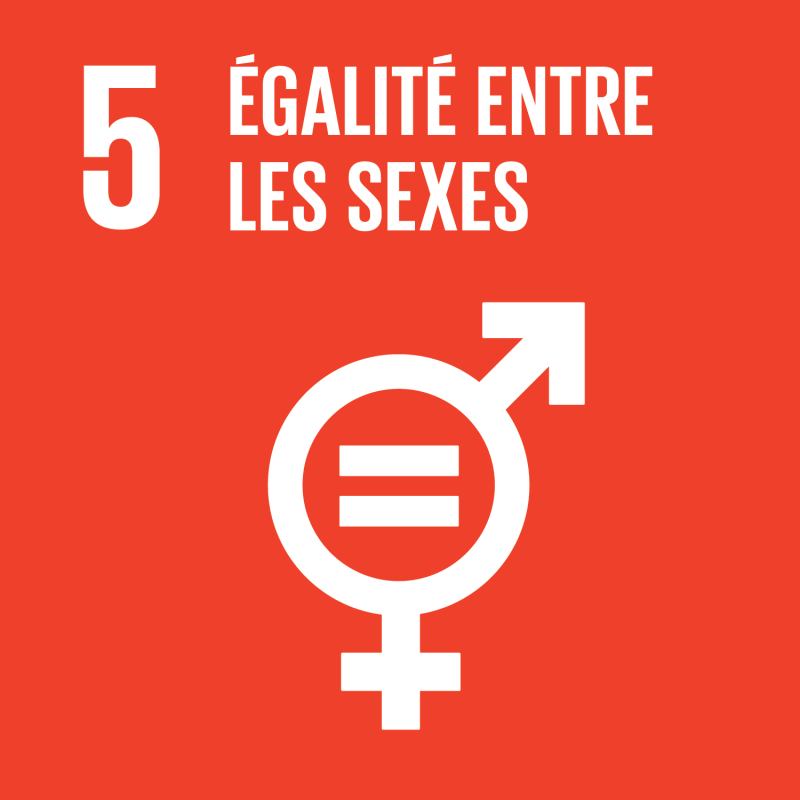
Logo de l'objectif no 5.

La thématique de l'égalité entre les sexes est l'objectif no 5 des 17 Objectifs de développement durable (ODD) adoptés en 2015 par l'Assemblée générale des Nations unies. Son intitulé complet est : « Parvenir à l’égalité des sexes en autonomisant les femmes et les filles ».

## Enjeux
Les femmes et les filles représentent la moitié de la population du monde. Les Objectifs du millénaire pour le développement ont permis de nombreux progrès dans le monde entier en matière d’égalité des sexes (notamment l’égalité d’accès à l’enseignement primaire pour les filles et les garçons), mais les femmes et les filles continuent de pâtir de discrimination et de violences dans toutes les régions du monde. L'ONU reconnaît que « l’égalité des sexes n’est pas seulement un droit fondamental de la personne, mais aussi un fondement nécessaire pour l’instauration d’un monde pacifique, prospère et durable. »
En juillet 2017, à l'occasion de la réunion du Forum politique de haut niveau sur le développement durable dont le thème était Éradiquer la pauvreté et promouvoir la prospérité dans un monde changeant, l'Objectif no 5 faisait partie des objectifs particulièrement examinés. 

## Liste des cibles

### Cibles à atteindre
Selon l'ONU, les cibles à atteindre sont :
- Cible 5.1 : mettre fin, partout dans le monde, à toutes les formes de discrimination à l'égard des femmes et des filles.
- Cible 5.2 : éliminer de la vie publique et de la vie privée toutes les formes de violence faite aux femmes et aux filles, y compris la traite et l’exploitation sexuelle et d’autres types d’exploitation.
- Cible 5.3 : éliminer toutes les pratiques préjudiciables, telles que le mariage des enfants, le mariage précoce ou forcé et la mutilation génitale féminine.
- Cible 5.4 : prendre en compte et valoriser les soins et travaux domestiques non rémunérés, par la mise en place de services publics, d’infrastructures et de politiques de protection sociale et par la promotion du partage des responsabilités dans le ménage et la famille, en fonction du contexte national.
- Cible 5.5 : veiller à ce que les femmes participent pleinement et effectivement aux fonctions de direction à tous les niveaux de décision, dans la vie politique, économique et publique, et y accèdent sur un pied d’égalité.
- Cible 5.6 : assurer l’accès de tous aux soins de santé sexuelle et procréative et faire en sorte que chacun puisse exercer ses droits en matière de procréation, ainsi qu’il a été décidé dans le Programme d’action de la Conférence internationale sur la population et le développement et le Programme d’action de Beijing et les documents finals des conférences d’examen qui ont suivi.

### Cibles de mise en œuvre
Selon l'ONU, les cibles de mise en œuvre sont :
- Cible 5.a : entreprendre des réformes visant à donner aux femmes les mêmes droits aux ressources économiques, ainsi que l’accès à la propriété et au contrôle des terres et d’autres formes de propriété, aux services financiers, à l’héritage et aux ressources naturelles, dans le respect de la législation interne
- Cible 5.b : renforcer l’utilisation des technologies clefs, en particulier de l’informatique et des communications, pour favoriser l’autonomisation des femmes
- Cible 5.c : adopter des politiques bien conçues et des dispositions législatives applicables en faveur de la promotion de l’égalité des sexes et de l’autonomisation de toutes les femmes et de toutes les filles à tous les niveaux et renforcer celles qui existent

## Quelques données et exemples d'indicateurs
Selon le rapport de l'Organisation internationale du travail (OIT) de 2016, l’écart entre les sexes en matière d’emploi s’est seulement réduit de 0,6 point de pourcentage depuis 1995 (en 2015 l'écart salarial entre les femmes et les hommes dans le monde est de 24 %). 
Selon ce même rapport, les femmes passent plus de temps que les hommes à réaliser des tâches domestiques et à prendre soin des personnes, que ce soit dans les pays développés ou dans les pays en développement. 
En 2017, seulement 23,4 % de la totalité des parlementaires nationaux sont des femmes tandis que moins d’un tiers des postes de cadres supérieurs et intermédiaires sont occupés par des femmes. 
Enfin, selon les estimations, 35 % des femmes dans le monde ont subi des violences physiques et/ou sexuelles de la part d'un partenaire intime ou des violences sexuelles de la part d'une autre personne à un moment donné dans leur vie.

### En Europe

#### En France
En 2017, le secrétariat d'État chargé de l'égalité entre les femmes et les hommes publie un rapport Vers l'égalité réelle entre les femmes et les hommes. En 2015, 67,7 % des femmes sont considérées comme étant en activité — c'est-à-dire étant en emploi ou à la recherche active d'un emploi — contre 75,5 % d'hommes.
Toujours dans les chiffres clés du Ministère en 2017, 72 % des tâches ménagères sont réalisées par les femmes. 
Après les élections législatives de 2017, l'Assemblée Nationale compte 226 députées femmes contre 351 députés hommes.
Enfin, sur le nombre de violences faites aux femmes, les chiffres restent élevés : entre 2010 et 2015, 223 000 femmes âgées de 18 à 75 ans ont subi des violences physiques ou sexuelles de la part de leur partenaire ou ex-partenaire.  